# Contraband Spain
Contraband Spain és una coproducció hispano-britànica de 1955 escrita i dirigida per Lawrence Huntington i protagonitzada per Richard Greene, Anouk Aimée i Michael Denison. fou estrenada a Espanya amb el títol Contrabando i fou exhibida en la secció de competició al Festival Internacional de Cinema de Sant Sebastià 1955.

## Sinopsi
Un agent del Departament del Tresor dels Estats Units treballa contra els contrabandistes a la frontera entre Espanya i França. Té un interès personal, ja que el seu germà que formava part de la banda va ser assassinat per ells. La banda fa contraban de rellotges a Espanya i porta dòlars estatunidencs falsificats a Anglaterra que s'utilitzen per comprar l'or, que es fon i s'envia a Europa continental.

## Localitzacions
La pel·lícula presenta ubicacions a Barcelona, inclosa la Rambla en les imatges d'apertura. Més tard, quan Richard Greene segueix els vilans (tots dos viatjant en taxis), surten a la Plaça Reial amb els seus paviments arcats.
També apareix la ciutat costanera de Blanes, i hi ha molta conducció cap a i des de la ciutat francesa d'Urdòs vora la frontera amb la província de Girona.

## Repartiment
- Richard Greene - Lee Scott
- Anouk Aimée - Elena Vargas
- Michael Denison - Ricky Metcalfe
- José Nieto - Pierre
- Robert Ayres - Mr. Dean
- Richard Warner - Inspector LeGrand
- John Warwick - Bryant
- Philip Saville - Martin Scott
- Alfonso Estela - Henchman
- Conrado San Martín - Henchman
- Antonio Almorós - Lucien Remue
- G.H. Mulcaster - Colonel Ingleby

## Recepció crítica
TV Guide escriu, "molta acció contra bells escenaris continentals suposa debilitats en l'estructura argumental" ; mentre que Allmovie la considera "espionatge passat de moda."